# Primeiro Impacto
Primeiro Impacto (estilizado como Pr1meiro Impacto) é um telejornal matinal brasileiro produzido e exibido pelo SBT. O telejornal era inicialmente baseado no formato do norte-americano Primer impacto, em exibição pela rede norte-americana Univision, emissora voltada para o público hispano-americano.
O formato original prevê uma bancada que deixa em evidência as pernas das âncoras (o que fez com que a imprensa apelidasse o jornalístico de "jornal das pernas", em alusão ao SBT Notícias Breves, que tinha quase a mesma premissa), pautas focadas em notícias policiais e em fofocas. Inicialmente, isso não foi implementado na versão brasileira, que teve base no que já foi apresentado no telejornalismo do SBT, com notícias variadas, a participação de colunistas, informações sobre o trânsito (especificamente o da cidade de São Paulo) e a previsão do tempo. Com a reformulação, a bancada foi posteriormente removida do programa.

## História

### Antecedentes e estreia
O SBT exibia na faixa das 6 da manhã o Jornal do SBT Manhã, que ganhou novos investimentos em 2012, colocando o jornalista Rodolpho Gamberini, e em seguida, o apresentador César Filho, passando a ser transmitido ao vivo. A entrada de Filho no telejornal começou a dar resultados positivos em audiência e o jornal foi sendo modificado até se transformar no Notícias da Manhã. A partir da saída de César Filho, que mudou-se para a Rede Record no final de 2014, Neila Medeiros assumiu a apresentação do jornal, mas com o declínio da audiência, ele foi cancelado no começo de 2015. O SBT, inicialmente, colocou em seu lugar uma sessão de desenhos, mas ela também acabou sendo substituída por reapresentações do Jornal do SBT e, posteriormente, foram acrecidas entradas ao vivo da jornalista Patrícia Rocha.
No início de 2016, durante sua viagem de férias aos Estados Unidos, Silvio Santos determinou que o SBT reativasse o horário com um telejornal inédito ao vivo e que ele fosse baseado no formato do Primer impacto, comprado da rede norte-americana Univision. Às pressas, o departamento de jornalismo do canal começou a construir o seu cenário e a gravar pilotos. A estreia foi marcada para 28 de março, uma segunda-feira, o que fez com que a sessão de desenhos Carrossel Animado e as reprises do Jornal do SBT no horário do jornal fossem cancelados.
O programa, inicialmente, era apresentado por Karyn Bravo e Joyce Ribeiro, estreando após uma edição reprisada do Jornal do SBT. Exibido diariamente, tinha originalmente duração de três horas, sendo que posteriormente acabou perdendo mais da metade de seu tempo de exibição, que ia ao ar entre 6h e 8h30, indo ao ar até setembro com apenas uma hora de duração. O telejornal passou a ser exibido em alta definição em 9 de maio de 2016, dia em que os demais telejornais do SBT também passaram a ser exibidos no formato. Em 12 de setembro, o telejornal teve um acréscimo em seu tempo de exibição, passando dessa forma a ter ao todo duas horas de duração. Com essa alteração, a reapresentação do Fofocando foi cancelada em 9 de setembro.

### Primeira reformulação
A partir do dia 12 de outubro de 2016, Dudu Camargo,  então integrante do programa vespertino Fofocando, passou a apresentar o telejornal. A mudança acabou fazendo com que as jornalistas deixassem de ancorar o telejornal, que também implicou na remoção da bancada do programa, devido a intenção de Silvio Santos de buscar uma similaridade com a edição matinal do Balanço Geral (RecordTV), apresentado por Luiz Bacci.
O telejornal voltou a contar com a apresentação de Karyn Bravo e Joyce Ribeiro em 21 de novembro de 2016, mantendo Dudu Camargo como âncora nas primeiras duas horas do jornalístico e o formato consolidado pelo mesmo no jornalístico - sem a bancada e com um tom mais informal. Este formato durou até seu fim, mas com o relançamento posterior, permaneceu o projeto desenvolvido para a apresentação de Dudu Camargo.
Com a estreia no horário vespertino, o formato sofreu nova alteração. Para confrontar com a respectiva versão do Balanço Geral, apresentado por Reinaldo Gottino, o jornalístico passou a investir em forte conteúdo policial, exibido a partir das 13h30 quando o programa da RecordTV exibia pautas de entretenimento. No bloco de Dudu Camargo, que iniciava o programa, o conteúdo seria mais ameno, aliado a prestação de serviço e informação sobre trânsito, enquanto que o Balanço Geral investia em pautas policiais.

### Cancelamento e relançamento
O SBT, em comunicado divulgado para a imprensa lançado no dia 28 de dezembro de 2016, anunciou que o Primeiro Impacto, ao lado do Jornal do SBT, seriam substituídos pelo SBT Notícias em seus respectivos horários, tendo a suas últimas exibições feitas em 30 de dezembro de 2016. O horário destinado ao Primeiro Impacto foi reduzido para o SBT Notícias, que passou a ir ao ar a partir da 1h até às 8h, pois o programa Fofocando mudou para essa faixa horária após a mudança de grade ser feita. Os apresentadores dos respectivos telejornais foram realocados para o SBT Notícias.
Em 9 de janeiro de 2017, o SBT confirmou que o jornalístico voltaria ao ar, sendo transformado em um jornal vespertino e mantendo Dudu Camargo na apresentação, mas ocupando a faixa que foi destinada ao Clube do Chaves. A reestreia tinha sido marcada para o dia 11 de janeiro, 12 dias depois do fim do jornal, porém, a emissora resolveu cancelá-la no mesmo dia, mantendo o Clube do Chaves e prometendo anunciar uma nova data "em uma breve oportunidade".
A volta do telejornal, e também o cancelamento de sua reestreia, foram feitas via telefone por Silvio Santos, já que o empresário passa férias nos Estados Unidos. Um piloto do Primeiro Impacto para o horário vespertino foi gravado, e por não ter lhe agradado, o apresentador ordenou que o projeto fosse adiado. O objetivo principal de Silvio era barrar a audiência da edição vespertina do Balanço Geral. O Fofocando foi criado com a mesma premissa.
Em 31 de janeiro de 2017, a volta do telejornal foi anunciada mais uma vez pela emissora. Diferentemente do anúncio anterior, o Primeiro Impacto ocupou a faixa matinal, entre 6h e 8h30 da manhã, com a apresentação solo de Dudu Camargo. A reestreia foi feita no dia 1 de fevereiro.
Com a volta do telejornal na grade de programação do SBT, em 1 de fevereiro de 2017, o Primeiro Impacto passou a ser exibido diariamente durante o período da manhã, entrando no ar às 6h e indo até às 8h30, sendo sucedido pelo Mundo Disney. Inicialmente, Dudu Camargo ocupava todo o seu tempo de exibição, mas com a contração de Marcão do Povo, o então apresentador do telejornal passou a ancorá-lo até às 7h30, quando Marcão assumia a apresentação do jornalístico até o seu término.
Porém, tal como se pretendia quando a volta do Primeiro Impacto foi cogitada pela direção do SBT, o telejornal passou a ser exibido no período vespertino, do meio-dia às 15h, em 23 de março de 2017. Tal alteração fez com que o SBT Notícias ganhasse uma prolongação em sua duração de uma hora, com que o Carrossel Animado voltasse a grade e que o Bom Dia & Companhia tivesse uma redução em sua duração de 1h30, além de tirar do ar o Clube do Chaves e mudar o horário do Fofocalizando para às 15h.
As alterações iriam ser implantadas em 27 de março, ficando dois dias fora do ar para a preparação, mas acabou estreando de surpresa em novo horário por decisão de Silvio Santos. Porém, poucos dias após esta alteração, uma nova mudança foi feita em 29 de março, que fez com que o telejornal sofresse uma redução de seu horário horário de exibição, passando a ir ao ar das 13h45 até às 14h45, e também culminou na saída de Dudu Camargo da apresentação do telejornal. O apresentador foi realocado para o SBT Notícias e passou a assumir a apresentação do noticiário a partir das 7 da manhã. As mudanças foram canceladas em 30 de março, retornando ao esquema e horário original. Em 12 de outubro de 2017, para lembrar o primeiro ano de Dudu Camargo no telejornal, o SBT dá mais 15 minutos ao apresentador como teste, reduzindo a participação de Marcão do Povo em 1 hora.
Em outubro de 2018, com o fim do Mundo Disney, o Primeiro Impacto, passou a ir das 6 até das 10:30 da manhã. Em junho de 2019, devido ao fim do SBT Notícias, o jornalístico passou a começar às 4 da manhã. Em 19 de maio de 2020, o jornalístico ganhou uma segunda edição, no horário de meio-dia, o que na verdade era uma reprise da edição principal, fazendo com que o Bom Dia e Cia. fosse encurtado. O objetivo seria aumentar a audiência do Triturando, programa que estreou nesse mês, e testar uma possível estreia de um telejornal vespertino na emissora. Porém, a audiência despencou e 2 dias depois, esta edição foi extinta.
Em 17 de outubro de 2022, o telejornal passou a ser exibido das 6h00 da manhã até 13h00, substituindo um hora de Maria Esperança que até então era exibida às 12h00 e agora passou a entrar às 13h20 até o fim do horário eleitoral gratuito. 

### Nova reformulação
Em 7 de março de 2023, o jornalista Gabriel Perline, do portal IG, chegou a anunciar que o SBT estaria estudando um possível retorno do Vem pra Cá à programação, visando reduzir o tempo do Primeiro Impacto (que ocupava toda a faixa das manhãs) e para atender um pedido do departamento comercial em ter uma revista eletrônica matinal. No entanto, a volta do programa não aconteceu, assim como o SBT nunca confirmou oficialmente a informação.
Cinco meses depois, o site TV Pop anunciou que o Primeiro Impacto seria desmembrado em duas partes, com a primeira sendo exibida de 6h às 8h30, mantendo o formato tradicional de notícias sobre trânsito, crimes e prestação de serviços, sob a apresentação de Marcão do Povo, sendo também tratado como uma edição local para São Paulo e algumas emissoras sem programação local nas manhãs, enquanto que o horário das 8h30 às 13h seria mais leve, com conteúdos variados como esportes, mundo dos famosos e curiosidades, além das apresentações de quadros externos, sob o comando de Felipe Malta, Darlisson Dutra e Daniele Brandi, com o SBT confirmando a informação posteriormente. O novo formato estrearia no dia 4 de setembro, mas foi adiado para o dia 11 por questões estratégicas.

## Cronologia de apresentadores
Inicialmente era ancorado pelas jornalistas Joyce Ribeiro e Karyn Bravo, que já trabalharam em diversos projetos do jornalismo do SBT, enquanto Patrícia Rocha cuidava dos quadros de previsão do tempo e de trânsito, que acabaram sendo removidos do noticiário. Para agregar conteúdo ao telejornal, o repórter Roger Turchetti passou a integrar a equipe do Primeiro Impacto com reportagens de entretenimento. Turchetti deixou o telejornal após ser deslocado para fazer reportagens no programa Fofocando, que pouco depois foi renomeado para Fofocalizando.
A partir de 12 de outubro de 2016, Dudu Camargo—então "Homem do Saco" do Fofocando—passou a ancorar o telejornal, o que causou grande repercussão na imprensa pela decisão da emissora em colocar alguém tão novo, com 18 anos de idade, e sem experiência e formação jornalística. Com isso, Joyce e Karyn acabaram saindo do telejornal, mas retornaram em 21 de novembro de 2016, passando a revezar a ancoragem do telejornal com Dudu Camargo até o cancelamento do noticiário, em 30 de dezembro de 2016.
Com o retorno do Primeiro Impacto na programação do SBT, em 1 de fevereiro de 2017, apenas o apresentador Dudu Camargo foi mantido na ancoragem do telejornal, já que Joyce Ribeiro foi demitida da emissora e Karyn Bravo, que foi realocada para o SBT Notícias tal como Camargo após o cancelamento do telejornal, foi mantida na ancoragem deste noticiário. Posteriormente, a emissora anunciou contratação do jornalista goiano Marcão do Povo, ex-apresentador do Balanço Geral DF da RecordTV Brasília, que passou a ancorar o telejornal ao lado de Camargo no dia 20 de fevereiro.
Após uma alteração na duração do Primeiro Impacto, que até então estava sendo exibido durante boa parte do período vespertino, a direção do SBT realocou Dudu Camargo no SBT Notícias, mantendo Marcão do Povo como apresentador do noticiário.
Em janeiro de 2019, a repórter Márcia Dantas estreou como apresentadora eventual do Primeiro Impacto, cobrindo as férias de Marcão do Povo. Márcia agradou a todos, tanto que em 30 de dezembro do mesmo ano, passou a ser apresentadora do telejornal na faixa das 9h00 até o fim do telejornal.
Em 7 de julho, Márcia Dantas deixa de apresentar o programa para assumir o SBT Brasil, nas edições de sexta e sábado. Com isso, Dudu Camargo e Marcão do Povo voltam a ancorar sozinhos o jornal, com Dudu apresentando de 04h as 07h15 e Marcão assumindo de 07h15 a 10h30.
Em 26 de abril de 2021, o jornal passa a ter Darlisson Dutra assumindo das 05h40 às 07h20. Com isso, Dudu assume o horário das 04h00 às 05h40 e Marcão das 07h20 às 09h00. O motivo foi que Dudu Camargo se envolveu em polêmicas, como um acidente de carro em que ele se envolveu; ele foi detido e se descobriu que ele dirigia sem a Carteira Nacional de Habilitação.
Em 4 de abril de 2022, passou a ser transmitido das 6h às 12h, ocupando o espaço do Bom Dia e Cia. Em 17 de outubro do mesmo ano, foi esticado para a 13h. E esticada mais uma vez para às 13h30 durante o período de horário eleitoral. 
No final de abril de 2023, Dudu Camargo foi afastado da apresentação, sendo substituído por Felipe Malta. Em 6 de junho, o SBT confirmou a rescisão do contrato de Dudu, que originalmente iria até outubro. O apresentador foi dispensado após problemas com a equipe e a direção, que teve o aval de Silvio Santos para demiti-lo.
A partir do dia 3 de julho de 2023, o jornal passa a ser apresentado apenas por Felipe Malta e Darlisson Dutra, tendo uma drástica redução em seu horário, passando a ser exibido das 06h00 às 09h30 da manhã. A mudança se deve ao retorno especial do programa infantil Bom Dia & Cia no período das férias escolares e também ao desgaste que o jornal gerou tanto para redes afiliadas, quanto para própria sede. No mesmo período o jornal sofreu duas baixas, o apresentador Dudu Camargo foi demitido e Marcão do Povo foi afastado temporariamente, ambos eram responsável pelas maiores audiências do jornal ao longo de sua existência. Posteriormente, Marcão retornaria ao comando do programa no dia 31 de julho.
Desde 11 de setembro de 2023, o telejornal era apresentado por Felipe Malta, Darlisson Dutra e Dani Brandi. Em 8 de março de 2024, Marcão do Povo deixaria o comando do jornal para assumir a apresentação da edição nacional do Tá na Hora. Em 9 de julho, Felipe Malta deixa a apresentação do jornal para assumir o cargo de diretor no SBT Brasília, deixando Darlisson e Daniele sozinhos no comando do policialesco. Em 9 de dezembro, Marcão do Povo e Márcia Dantas retornam ao posto de apresentadores do telejornal, mas mantendo Daniele Brandi no comando, com Marcão apresentando sozinho e Márcia e Daniele comandando juntas, com os três se revezando em dois blocos. Já Darlisson Dutra deixa o jornal e passa a assumir o SBT News em sua edição matinal.
Em 6 de janeiro de 2025, Márcia Dantas é demitida do SBT após uma política de reestruturação da emissora. Com isso, o segundo bloco passou a ser apresentado somente por Dani Brandi. Brandi ficou até o dia 2 de maio no telejornal, quando deixou a atração para assumir o Tá na Hora no dia seguinte. Desde o dia 5, Marcão do Povo passou a apresentar sozinho o programa, tendo a companhia de Felipeh Campos no bloco das 11h até o dia 23, quando este passou a integrar o elenco do Alô Você.

## Repercussão

### Audiência
Com o objetivo de manter a audiência do Bom Dia e Companhia— que registrava uma média de 6 pontos na faixa da tarde —, o Primeiro Impacto marcou 4,4 pontos de média, de acordo com dados prévios do Kantar IBOPE Media medidos na Região Metropolitana de São Paulo. Dados publicados pelo site TV História mostram que o programa derrubou os índices que recebeu do programa anterior, tendo queda de 33% comparada com o dia anterior. No Rio de Janeiro, o programa teve 4,8 pontos de audiência e teve queda de 37%. Em ambas as regiões o jornalístico ficou atrás da RecordTV.

### Controvérsia
A escolha de Dudu Camargo, um jovem de 18 anos que não possui experiência jornalística, para ancorar o telejornal causou controvérsia na mídia especializada. Após o primeiro dia no comando do Primeiro Impacto, diversos sites destacaram a pouca experiência do apresentador e o fato de ser o "Homem do Saco" do Fofocando—apesar do mesmo desconversar sobre o assunto. O jornalista Mauricio Stycer, do UOL, mencionou esses fatores em sua crítica para seu blog, também afirmando que não seria impedimento para apresentar o telejornal por possuir alguns atributos que garantem sua permanência. No entanto, Stycer conclui a crítica constatando que essa decisão de Sílvio Santos representaria "que qualquer pessoa pode apresentar um telejornal em que as notícias são escritas na redação para alguém ler no ar. Está dizendo também, como já fez em muitas outras ocasiões, que jornalistas não têm muita importância na sua emissora". Daniel Castro, em crítica para o Notícias da TV, diz que pela falta de experiência, Camargo não consegue emitir opiniões e acaba soltando clichês: "Os comentários, quando não preconceituosos, são vazios, redundantes". Castro também usa em sua crítica uma postagem do apresentador no Twitter que, meses antes de assumir o jornal, escreveu que Silvio Santos tinha voltado de férias "mais gagá do que nunca".
Em resposta às críticas, Karyn Bravo concedeu entrevista para a Veja, afirmando que a substituição de última hora pegou todos da equipe de surpresa. Ela diz que não há definição se Dudu Camargo permanece no Primeiro Impacto: "Não tem nada definido, é como se a gente [ela e Joyce Ribeiro] estivesse de folga. E o Silvio está testando o que ele queria testar", complementando que "na TV, nada é definitivo, lá no SBT sempre muda grade, horário. A TV é do Silvio, ele tem direito de fazer o que quiser". O Sindicato dos Jornalistas Profissionais no Estado de São Paulo, com o apoio da Federação Nacional dos Jornalistas (Fenaj), publicou nota protestando contra a decisão de Silvio Santos, com o título de "SBT mais uma vez despreza jornalistas". A nota cita o histórico de Dudu Camargo, usando isso para criticar a "substituição de duas experientes profissionais por uma única pessoa, o que tem se mostrado uma política usual das emissoras, fato que vem precarizando cada vez mais a profissão".
Dudu Camargo rebateu as críticas feitas a ele em entrevistas. Para o site NaTelinha, ao ser questionado sobre a repercussão de sua entrada na ancoragem do Primeiro Impacto, Dudu Camargo respondeu que ela "é normal" e que "toda mudança assusta no começo", completando que "as pessoas vão acostumando e vão gostando" delas. Já para o TV Fama,  da RedeTV!, Dudu Camargo reafirmou o que disse ao NaTelinha, dizendo que sua entrada no Primeiro Impacto "é um fato histórico na televisão brasileira" por causa de sua idade. Também elogiou as ex-âncoras do telejornal, Karyn Bravo e Joyce Ribeiro, dizendo que elas são "brilhantes jornalistas", negando ter tomado o lugar das apresentadoras no Primeiro Impacto, e completando que, na sua opinião, "há um desconforto" da parte das ex-âncoras por terem sido substituídas por ele na apresentação do telejornal, que ele classificou como sendo normal.
Ainda na entrevista ao NaTelinha, Dudu Camargo citou um vídeo da jornalista Joice Hasselmann, ex-editora da revista Veja, publicado pela jornalista no YouTube.  Nele, a jornalista faz elogios a Dudu Camargo e critica a posição tomada pelo Sindicato dos Jornalistas Profissionais no Estado de São Paulo. Já em ambas entrevistas, Dudu Camargo disse que Silvio Santos estava gostando de seu trabalho no telejornal. Publicamente, o apresentador elogiou Dudu Camargo quando perguntado sobre o assunto durante uma conversa com Gui Santana e Rodrigo Scarpa, caracterizados respectivamente como Jô Soares e Gugu Liberato para o Pânico na Band, em frente ao portão dos estúdios do SBT após o encerramento da edição de 2016 do Teleton.
O Dudu Camargo é um rapaz que vai ter um bom futuro em televisão. Por enquanto ele tá começando... (...) A vontade que ele tem de progredir vai fazer ele progredir.— Silvio Santos
Após terem sido demitidas, Patrícia Rocha e Joyce Ribeiro opinaram sobre Dudu Camargo para a revista Veja. Patrícia afirmou ter ficado surpresa com a decisão de coloca-lo na apresentação do jornalístico, mas não demonstrou oposição: "Se o Silvio apostou nele, quem sou eu para ser contra?". No entanto, Joyce fez comentário negativo e disse não ver benefício "nem para a classe jornalística nem para a emissora ter um garotão tão jovem e sem formação no comando de um jornal".